# Penthema shania
Penthema shania är en fjärilsart som beskrevs av Robert Christopher Tytler 1940. Penthema shania ingår i släktet Penthema och familjen praktfjärilar. Inga underarter finns listade i Catalogue of Life.